# Makedonsko devojče
Makedonsko devojče (Makedonski: Македонско девојче; hrvatski: Makedonska djevojčica) je popularna makedonska pjesma koju je napisao Jonče Hristovski 1964. godine.